# Ángel Alcázar de Velasco
Ángel Alcázar de Velasco y Velasco (Mondéjar, 9 de octubre de 1909-Galapagar, 2001) fue un novillero, falangista, periodista y espía español. 
De origen humilde, y también conocido como ´el gitanito´ consiguió licenciarse en Filosofía y Letras por la Universidad de Salamanca en 1932. Falangista de primera hora, en 1934 fue condecorado con la Palma de Plata por José Antonio Primo de Rivera. Durante esos años empezó a ejercer el periodismo en la prensa falangista y el diario La Nación, viajando como corresponsal entre otros lugares a la guerra de Abisinia, donde conoció, siempre según sus memorias, al alemán Wilhelm Oberbeil, quien le introduciría en el Abwehr, el servicio secreto Alemán, en Berlín en 1935.
El estallido de la guerra civil española le cogió preso en la cárcel de Larrínaga, en Bilbao, de donde consiguió fugarse. Acabada la guerra civil, trabajó para los servicios secretos alemanes durante la Segunda Guerra Mundial.

## Biografía
Originario de Mondéjar, Guadalajara. Desde muy pequeño tuvo que ganarse la vida trabajando. Empezó con 9 años en una taberna  y a los 12 años lo intentaba como novillero en las capeas celebradas en la provincia de Toledo y Madrid. Se desconoce su suerte por estas tierras, aunque no parecieron tener muchos frutos ya que seguidamente se fue a Sevilla, donde trabajó como pintor en la casa de Nicanor Puerto, pero sin dejar de lado sus corridas de toros; En la plaza de La Pañoleta de Sevilla  consiguió su primer triunfo en su primera corrida vestido de torero. Dicha corrida supuso las siguientes en Barcelona, San Fernando, Jerez, Algeciras o Málaga. Después ingresó en la escuela de arte y oficios de Madrid donde también trabajó de limpiabotas. Además, se licenció en filosofía y letras y ejerció periodismo en la prensa falangista y el diario La Nación, lo que supuso su retirada del toreo y formó parte de los falangistas de primera hora. La guerra civil estalló pero él estaba preso en la cárcel de Larrínaga, en Bilbao, y consiguió fugarse, al finalizar la misma, el "gitanito de Madrid" empezó a trabajar como espía para el gobierno alemán y español y también para los japoneses . Los servicios de seguridad lo reconocían con esta declaración: "Alcázar es un personaje de lo más peculiar. Es de origen gitano y, de niño, trabajó de limpiabotas en Madrid. Era extraordinariamente ambicioso y para conseguir dinero con el que pagarse su educación se convirtió en torero. Se unió a la Falange nada más fundarse y asegura que su primer acto en política fue asesinar a un oficial de policía republicano".

## Papel en la Falange
Falangista convencido, comienza su andadura en 1934, cuando es enviado a la revolución de Asturias en calidad de informador; lo que le valió ser condecorado con la Palma de Plata por el mismo José Antonio Primo de Rivera. 
Durante estos años también es importante resaltar su labor como periodista en prensa falangista y en el diario La Nación. 
Fue encarcelado en la prisión de Larrínaga, Bilbao, por delitos contra la II República como por su labor de pistolero de la Falange. Allí es desde donde vive Alcázar de Velasco el levantamiento del ejército sublevado el 18 de julio de 1936. 
Cuando lo iban a trasladar, se fuga de la prisión huyendo a zona nacional, donde se pone a las órdenes del Jefe Nacional de Prensa Cadenas, volviendo a ejercer el periodismo.
En 1937 viaja a Salamanca como corresponsal en el frente para una entrevista con Manuel Hedilla, Jefe Nacional de la Falange, quien trataba de conseguir apoyos frente a aquellos que se sentían con más derechos por haber sido más cercanos a José Antonio Primo de Rivera. 
La situación en Salamanca había dividido el bando nacional en dos, partidarios de Hedilla, apoyados por los alemanes y el que comandaban Agustín Aznar, Sancho Dávila y Rafael Garcerán. Además desde el cuartel general de Franco se insta a rumores para destruir y desprestigiar a ambas facciones, para luego, más tarde acudir como salvadores. Según cuenta en sus memorias, Alcázar de Velasco, esto lo intuye y por ello propone, al menos en dos ocasiones, el asesinato de Franco.
En la refriega sucedida unos días más tarde, murieron dos falangistas y Francisco Franco pasa a ocupar el mando superior nombrado por el Cuartel General con el fin de unificar el bando Nacional y evitar una guerra interna.
Alcázar es detenido por la participación en los hechos, juzgado por “rebelión militar” y condenado a cadena perpetua. 
Después de pasar por varias cárceles, acaba en el Fuerte de San Cristóbal, Pamplona. Allí se vio envuelto en una de las mayores fugas de presos republicanos de la Guerra Civil, de la que sale victorioso, ya que huye a Pamplona para dar aviso. Así se le redujo la pena a tan solo dos años.
En enero de 1940 lo nombran jefe de prensa del Instituto de Estudios Políticos en Madrid gracias a su amistad con Ramón Serrano Suñer. 
Alcázar decide hablar con el embajador británico Samuel Hoare, presentándose como un falangista radical antifranquista con ideas contrarias al régimen de Franco, así en verano de 1940 viaja en persona a Londres. Donde llegó en calidad de agregado de prensa a la embajada española en Londres. "Me pusieron un telegrama cifrado a Londres, diciendo urge tu presencia en España el 21 de diciembre y acudí " declaraba Alcázar de Velasco para la prensa Japonesa.

## Colaboración con la Alemania nazi
En enero de 1940 conoce a Oberbeil, gracias a su amistad con Serrano Suñer, quien le propone ir a Londres en calidad de espía del servicio de inteligencia alemán Abwehr. Mientras otro español, Miguel Piernavieja, desde Londres se encarga de emitir informes para los alemanes, Alcázar de Velasco creaba una red de espionaje en España. Su papel principal en esta contienda era la información del paso de barcos británicos, de conseguir información de empleados de las embajadas inglesas y, finalmente, de un plan para volar el peñón de Gibraltar, para lo que viajó a nuestro país el mismo almirante Canaris." el flujo de información entre el Alcázar y Suñer no cesó" y eso facilitó la entrada de Alcázar en la embajada española; algunos como Luis calvo uno de sus colaboradores de la embajada española, tras la llegada del Álcázar a la misma para el espionaje a los alemanes opinó :" La primera noche que lo vi me pareció una de las personas más vulgares que había conocido en mi vida. Siempre fanfarroneando sobre sus influencias e intimidando a todo el mundo. Una de las cosas que solía decir es que podría ser nombrado embajador en Londres. Se consideraba ateo y hacía bromas pesadas sobre Jesucristo".
Piernavieja es destituido de su cargo debido a su mala vida y enviado a la División Azul. Alcázar, cuenta en sus memorias, como por las noches se dedicaba a visitar los lugares de Londres bombardeados y dar cuentas a los alemanes para posteriores ataques, así como de organizar guerrillas antifranquistas para enviarlas a España. Lamentablemente, la embajada española de Londres no tenía grandes medidas de seguridad por lo que la mayoría de las informaciones eran interceptadas por el MI5, servicio de inteligencia británico.
En los informes del MI5 de su red de espionaje, se muestran tales frases, que denotan su poca profesionalidad:
"Es más ajustado a la realidad considerar su actuación como una representación propia de una opereta cómica, no muy distinta de la organización de espionaje que podrían haber creado los hermanos Marx."
En otoño de ese mismo año, Alcázar contacta con De Gaulle como parte del Abwehr, en una misión que consistía en hacerle llegar varios millones de libras para la causa de la Francia Libre y así devaluar la moneda británica. 
En sus memorias, Alcázar de Velasco muestra su propia visión sobre la contienda mundial y su carácter esotérico: un enfrentamiento entre los poderes ocultos del Wel, representados por los nazis, que defendían la civilización europea frente al “Gran Kahal” judío. Se trata de una personalidad profundamente antisemita, que piensa que tanto los aliados como los soviéticos forman parte de la conspiración judía internacional.
En marzo de 1941, Alcázar empieza a trabajar para Walter Schellenberg, jefe del espionaje de las SS, RSHA. Así se vio involucrado en la Operación Willi, en la que la gente de Walter Schellenberg intentó secuestrar al duque de Windsor en Portugal. 
En 1944 viaja a Alemania donde se pone al servicio de la SS de nuevo y ayudará a la depuración del  Abwehr, tras su reciente desmantelamiento debido al caso Solf (Solf Kreis) en febrero de ese mismo año. 
En Berlín, permanecerá hasta el fin de la II Guerra Mundial, según sus memorias, en el búnker de la Cancillería hasta el 24 de abril de 1945, fecha en la que logra escapar a Suiza y ser repatriado a España.
Una vez ya en España, siguió trabajando para los nazis, ayudando a huir de Alemania a varios dirigentes nazis, el más famoso de ellos Martin Bormann.

## Red Tõ
Fue tras la vuelta a Madrid de Ángel Alcázar cuando este comenzaría a trabajar para los japoneses en lo que sería su proyecto de espionaje más ambicioso: la red Tô(東機関). 
Japón necesitaba desesperadamente conseguir información aliada, por lo que en pocos días desde su vuelta a Madrid, principios de enero, Alcázar comenzó a trabajar para ellos. Ante la falta de tiempo y las recomendaciones de Suñer, vieron en Alcázar el hombre que necesitaban. Es aquí cuando Alcázar empieza a enviar los informes bajo el título de “Red Tō”. " la destitución de Suñer llevó una previsible incertidumbre a la red "  
Las redes de espionaje japonés en los Estados Unidos eran desmanteladas y las alemanas no corrían mejor suerte, reside la importante necesidad japonesa de tener agentes que le mantuvieran informado, sobre todo en Estados Unidos.  Esta necesidad es la que lo trajo a España que presentaba unas cualidades difíciles de encontrar, gracias entre otras cosas a su especial acercamiento con América Latina. De esta forma Serrano les propone que empleen a Alcázar, cosa que hacen, aprovechando la red de espionaje de este en Londres y la posterior creación de una en Estados Unidos, donde ya tenía varios agentes proveniente de círculos fascistas clandestinos.
Además, Alcázar mantiene una conversación con el ministro  Jordana, quien según Alcázar afirmó " en la superficie yo mantendré la neutralidad más estricta posible. Quiero que lo lleve como si yo no supiera nada de esa red inteligente" estas declaraciones fueron debido a la impetuosa actuación de Suñer, pero el ministro no se oponía a los métodos utilizados y  le recalcó que en caso de ocurrir algo, tuviera mayor cuidado para no comprometer la posición neutral de España. Esta información según afirma el historiador Rodao, no esta verificada ya que probablemente Alcázar mintiera, " Al fin y al cabo vivía para engañar"
La red Tō rápidamente comenzó a funcionar  en 1942 en  la creación de información, generando más información que ninguna otra red de espionaje en los Estados Unidos durante dos años, aunque sin conseguir los éxitos esperados. Es importante destacar que, aunque fue la mayor en cantidad, no lo fue en calidad. La calidad de la información que Alcázar vendía a los japoneses y a los Alemanes (es primordial saber que no había dejado de trabajar para estos últimos) dejaba mucho que desear, siendo en muchas ocasiones propias invenciones de Alcázar. Aún con tales inconvenientes los japoneses parecían no darse cuenta, y en caso de hacerlo preferían seguir recibiendo información, una información de la que los americanos estaban al corriente casi al completo. Pero los japoneses necesitaban esa información lo más rápido posible y el Alcázar era la mejor opción. 
Como revelarían los americanos tras la victoria aliada, siempre estuvieron al tanto de los movimientos de Alcázar, al que infravaloraban como espía. La información codificada manejada por los japoneses, como dejan ver en las revelaciones de los “Magic Summaries”, pudo ser decodificada por los americanos con relativa facilidad y desde el principio del conflicto gracias a la adquisición de los códigos. 
La red Tõ se compuso, según las memorias de Alcázar, por veintiún agentes. Esto ha sido en muchas ocasiones objeto de controversia de algunos autores que consideran esa cantidad una mera invención mientras otros creen en la posibilidad de que todos existieran. 
La red tō perdió casi toda su credibilidad cuando en un intento de  cambiar el curso de la II guerra mundial. A comienzos del años 1943 intentaron convencer, actuando conjuntamente Suñer y Alcázar. Pero la alarma nipona saltaría con una supuesta información por parte de Alcázar que indicaba que se había desarrollado un intento de concertar la paz con Estados Unidos sin tener en cuenta a los japoneses. Los japoneses alarmados contrastaron la información pregunta a alguno de los presuntos participante como Ribbentrop que desmintieron haber tenido alguna esos encuentros. La respuesta de Japón fue de crispación, de modo que Suñer y, sobre todo, Alcázar perderían su credibilidad en Japón. Lo extraño es que aún con tal situación Japón continuó comprando información a España, se supone que por la extrema necesidad de la información sobre el enemigo y la falta de recursos para adquirida por otras vías. El motivo del engaño había sido intentar conseguir que Japón hubiera atacado a Rusia, cambiando posiblemente, el curso de la Segunda Guerra Mundial. 
Los japoneses continuaron comprando información a Alcázar, que no era ya más que un mentiroso para ellos, hasta el final del conflicto.

## Actividad tras la guerra
A partir del fin de la II Guerra Mundial se dedica básicamente a ejercer el periodismo. Trabajará en el diario La Tarde, como corresponsal en París y Buenos Aires, como director del suplemento literario de un periódico mexicano, como enviado especial de una agencia francesa por todo el mundo y, finalmente, para la prensa franquista. Aunque, según cuenta en sus memorias, no abandona el espionaje hasta 1958. 
En 1959 publicó en el tercer fascículo de Citius: «La taurocatapsia, el primer deporte del hombre». Dedicado al periodismo y buen humorista." El deporte es consecuencia de la primitiva y única necesidad en la especie: la comida." 
Según su esquela, Ángel Alcázar de Velasco murió en mayo de 2001, a los 92 años, en la localidad madrileña de Galapagar. 

## Obras
- Martín Borman did not die in Berlin: I took him to South América, París, 1960.
- Los 7 días de Salamanca, Ed. G. Del Toro, Madrid, 1976.
- Memorias de un agente secreto, Ed Plaza & Janés, Barcelona, 1979.
- La taurocatapsia, el primer deporte del hombre.